# Trio (film, 2001)
Trio är en svensk kortfilm från 2001 i regi av Martin Munthe. Filmen producerades av Anneli Engström och spelades in efter ett manus av Munthe, som även var fotograf. I rollerna ses Jonas Jansson, Anna Uhrwing, Joachim Lindman, Sten Ljunggren och Richard Lidberg.